# 꼬마영웅 경찰차 프로디
꼬마영웅 경찰차 프로디(Pelle Politibil går i vannet)는 2009년 공개된 노르웨이의 애니메이션 영화이다.
'플로디'라는 이름의 경찰차 캐릭터를 주인공으로 한 두 번째 극장판이다. 2009년 크리스마스에 오슬로에서 처음 상영되었고, 2010년 1월 노르웨이 극장에서 개봉하여 전 세계적으로 총 188만 달러의 수익을 올렸다.

## 줄거리
마을의 물 공급을 훔치려는 두 형제가 환경을 파괴하며 소란을 피우자, 지역 경찰 플로디가 그들을 막기 위해 나선다는 내용이다.

## 배역

### 한국판 성우진
- 이선 - 프로디
- 엄상현 - 도티
- 홍진욱 - 경찰서장 컨스터블
- 임채헌
- 윤세웅
- 이재범
- 김경희